# Yoshio Ishida
Yoshio Ishida (石田 芳夫 (Ishida Yoshio?); Prefettura di Aichi, 15 agosto 1948) è un goista giapponese fra i più forti professionisti della fine del XX secolo, divenne il più giovane Hon'inbō della storia all'età di 22 anni.

## Biografia
Suo padre aprì una scuola di go a Nagoya e il giovane Ishida iniziò a frequentarla. Venne notato da Hideo Otake e Ishida iniziò l'apprendimento del go a otto anni in quell'anno 1957. Entrò a far parte del dojo di Kitani Minoru, il giocatore che, assieme a Go Seigen, ha rivoluzionato la disciplina alla metà del XX secolo.  Ishida fa parte della stessa generazione di altri famosi studenti del dojo, fra cui Cho Chikun, Kōichi Kobayashi, Kato Masao e Masaki Takemiya. All'età di 14 anni, nel 1963, divenne giocatore professionista  superando l'esame e raggiunse rapidamente il primo dan grazie al torneo Oteai. Ishida venne promosso ad un ritmo elevatissimo, cioè meno dei tempi minimi che le regole dell'Oteai permettevano: dopo aver vinto le prime quattordici partite consecutive nel torneo, venne promosso da 6 a 7 dan. In 11 anni, raggiunse il 9 dan, nel 1974.
Dalla fine degli anni '60 e per tutti gli anni '70 e '80 ha dominato il panorama goistico giapponese, assieme a buona parte dei suoi compagni di dojo. Vinse il suo primo titolo importante, il 22º Hon'inbō, all'età di 22 anni contro Rin Kaiho, diventando così il più giovane giocatore ad aggiudicarsi il titolo. Manterrà il titolo per cinque anni consecutivi, perdendolo contro Masaki Takemiya, l'avversario contro chi, due anni prima, nel 1974, aveva vinto in una combattuta serie finale per 4-3.
Nel 1984 si aggiudica il Tengen, torneo istituito nel 1975 e che aggiudica il grado onorifico di 10 dan. L'anno successivo, non riesce a difendere il titolo e perde in finale contro Koichi Kobayashi senza riuscire a vincere una partita. Il 20 maggio 2010, sconfiggendo Mika Yutaka Kudan, ha raggiunto 1000 vittorie entrando nel ristretto gruppo di giocatori di go professionisti ad aver superato questo numero di vittorie.
Dal 2005 al 2008 è stato dirigente nella Nihon-Kiin e, negli anni 2000, ha avuto anche un'attività di commentatore televisivo.
La sua abilità nel gestire precisamente lo Yose, il fine partita, gli ha valso il soprannome de  "Il Computer".

## Carriera

### Promozioni
| Grado | Anno |
| ----- | ---- |
| 1 dan | 1963 |
| 2 dan | 1964 |
| 3 dan | 1965 |
| 4 dan | 1966 |
| 5 dan | 1967 |
| 6 dan | 1969 |
| 7 dan | 1970 |
| 8 dan | 1973 |
| 9 dan | 1974 |

### Titoli
| Nazionali               | Nazionali            | Nazionali            |
| Titolo                  | Vittoria             | Finalista            |
| ----------------------- | -------------------- | -------------------- |
| Kisei                   | 1 (1979)             |                      |
| Meijin                  | 1 (1974)             | 3 (1973, 1975, 1976) |
| Honinbo                 | 5 (1971–1975)        | 2 (1976, 1978)       |
| Tengen                  | 1 (1984)             | 1 (1985)             |
| Oza                     | 2 (1974, 1978)       | 3 (1975, 1979, 1980) |
| Ryusei                  | 1 (1991)             |                      |
| NHK Cup                 | 3 (1987, 1990, 2001) | 2 (1971, 1985)       |
| NEC Cup                 | 1 (1987)             | 1 (1988)             |
| Nihon-Kiin Championship | 2 (1970, 1971)       | 1 (1972)             |
| Hayago Championship     | 3 (1979, 1982, 1983) | 2 (1987, 2002)       |
| Prime Minister Cup      | 1 (1968)             |                      |
| Shin-Ei                 | 1 (1969)             |                      |
| Asahi Pro Best Ten      | 2 (1971, 1972)       |                      |
| Totale                  | 22                   | 17                   |
| Internazionali          |                      |                      |
| IBM Cup                 | 1 (1988)             | 1 (1989)             |
| Total                   | 1                    | 1                    |
| Totale carriera         |                      |                      |
| Total                   | 23                   | 18                   |

## Opere
Yoshio Ishida ha pubblicato libri di go, fra cui il dizionario di Joseki ordinatogli dalla Nihon-Kiin e che ha avuto numerose edizioni.
- Dictionary Of Basic Joseki, Voll. 3, Ishida press, 1977.
- All about thickness : understanding moyo and influence, Ishi Press, 1990, ISBN 978-4-87187-034-4, OCLC 24728939.